# José del Río «Pick»
José del Río Sainz (Santander, 1884-Madrid, 1964) fue un poeta, periodista y marinero español.

## Biografía
Conocido popularmente como «Pick», el seudónimo que utilizaba en sus escritos (aparte de El Peatón o Juan del Mar, entre otros), fue navegante, periodista y gran poeta del mar. Fue nombrado Socio de Honor del Ateneo de Santander. En 1925 recibió el premio Fastenrath de la Real Academia Española por su libro Versos del mar y otros poemas, y asimismo la Federación de Asociaciones de Periodistas de España le eligió Periodista de Honor.
Llegó a dirigir los diarios santanderinos La Atalaya y La Voz de Cantabria.

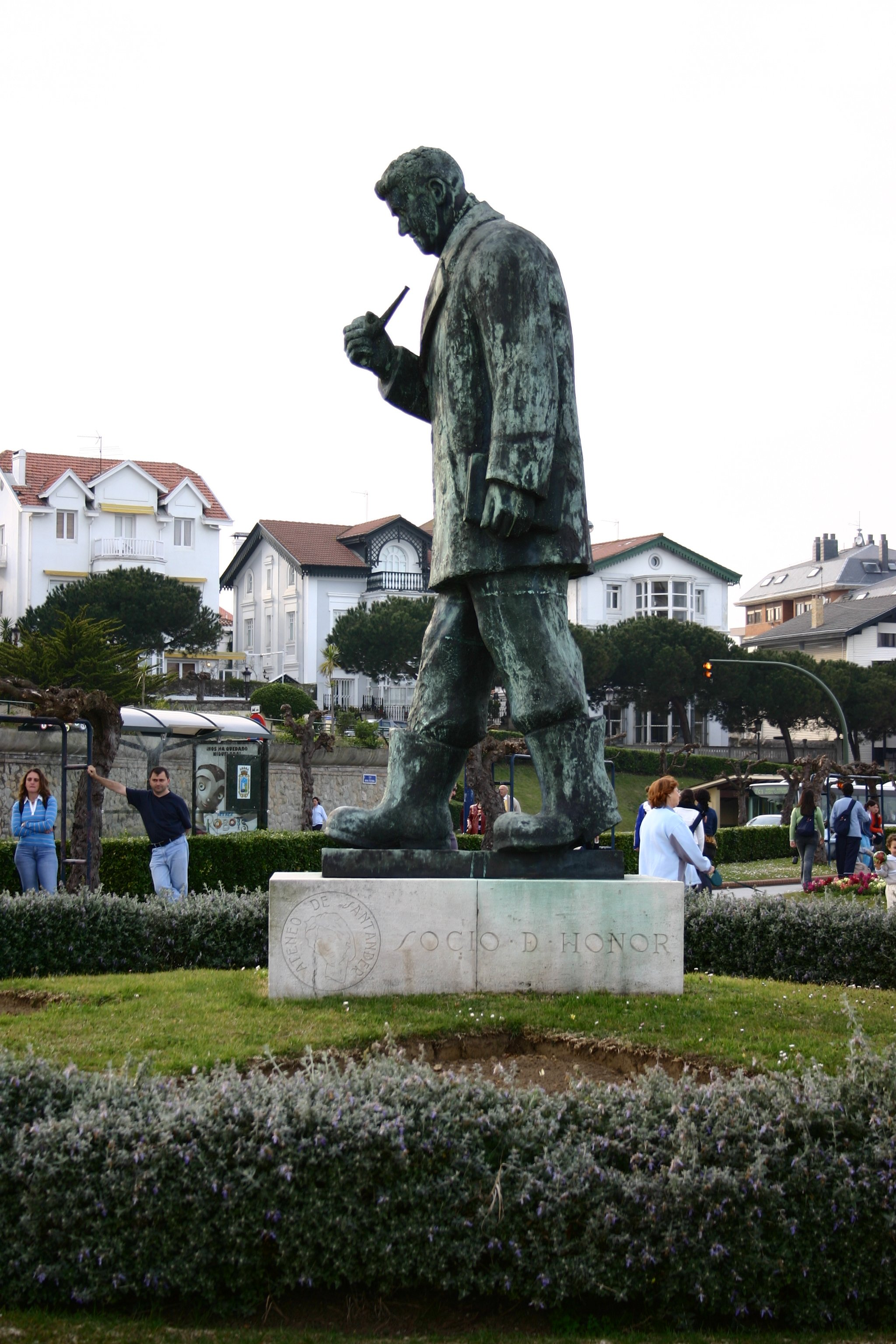
Estatua de José del Río en Santander, por José Villalobos Miñor.

Tiene un monumento en El Sardinero, en su ciudad natal. Fruto de ese monumento, se ganó el apodo de el Botas por el enorme calzado de este tipo que porta en la estatua.
Su soneto Las tres hijas del capitán ("Era muy viejo el capitán, y viudo,...") es quizás su obra más popular, y consta de un enorme sentimentalismo de tipo romántico.

## Confusiones con el himno de Cantabria
Erróneamente, la Ley de Cantabria 3/1987, de 6 de marzo, por la que se establece el Himno de Cantabria y se regula su uso afirma que José del Río Sainz es el autor de los arreglos pertinentes para que el Himno a la Montaña compuesto en 1926 pasase a ser himno de Cantabria. Sin embargo, esto no es así, ya que el verdadero autor de los arreglos fue José del Río Gatoo.

## Obras
- Versos del mar y de los viajes. Santander, La Atalaya, 1912
- La belleza y el dolor de la guerra. Valladolid, Montero, 1922
- Hampa. Santander, 1923
- Versos del mar y otras poemas. Santander, 1925
- La amazona de Estella. Santander, 1926
- Aire de la calle.2 volúmenes. Santander: J. Martínez, 1933
- Nelson. Madrid: Atlas, 1943
- Zumalacarregui. Madrid: Atlas, 1943
- Churchill y su tiempo. Madrid: Atlas, 1944
- Literatura inglesa. Madrid: 1946
- Antología. Santander, Hermanos Bedia, 1953
- Homenaje a José del Río Sainz. Santander: Institución Cultural de Cantabria, 1974
- Hampa. Santander: Cuevano, 1984
- Memorias de un periodista provinciano. I, La infancia. Santander: Tantín, 1984
- Testimonio poético de José del Río Sainz. Santander, Casa de Cantabria de Madrid, 1984
- El capitancito. Santander: Universidad de Cantabria, 1998
- Versos del mar y otros poemas. Santander: Estvdio, 1999
- Poesía completa. Granada: La Veleta, 2000
- Últimos aires de la calle. Santander: Bedia Artes, 2000
- Aire de la calle. Santander: Estvdio, 2003